# Hydraena affusa
Hydraena affusa är en skalbaggsart som beskrevs av Armand D'Orchymont 1936. Hydraena affusa ingår i släktet Hydraena och familjen vattenbrynsbaggar. Inga underarter finns listade i Catalogue of Life.